# Rad (jedinica)
Rad (engl. Radiation Absorbed Dose) je mjerna jedinica izvan SI sustava za apsorbiranu dozu ionizirajućeg zračenja. Nastala je 1918. na osnovu mjerne jedinice rendgen, a to je isto mjerna jedinica izvan SI sustava, koja označava količinu rendgenskog zračenja ili gama zračenja, potrebnu da nastane 1 elektrostatička jedinica elektriciteta (3 x 109 ionskih parova) po cm3 suhog zraka u standardnim uvjetima. 1970. rad je kao mjerna jedinica određena kao apsorbirana doza od 0,01 džula energije, koju apsorbira 1 kilogram neke tvari (1 rad = 0,01 J/kg). Apsorbirana doza (skraćeno doza; D) je količina energije ionizirajućeg zračenja koju apsorbira tvar na koju zračenje djeluje.
Pretvorba:
1 rad = 0,01 grej (Gy)
ili
1 grej = 100 rad

## Ekvivalentna doza
Kako apsorbirana doza, u različitim uvjetima, ne izražava dovoljno precizno težinu štetnih učinaka zračenja na organizam, uveden je pojam ekvivalentne doze (ekvivalentan - jednakomjeran, istog značaja). Ekvivalentna doza ili dozni ekvivalent (H, eng. RBE – Relative Biological Effectiveness) je jednaka umnošku apsorbirane doze (D), faktora kvaliteta (Q), i proizvoda ostalih čimbenika (N).
Jedinica za ekvivalentnu dozu je Sv (sivert, Sv = J/kg).
Dakle:
H = D x Q x N
gdje je: H - ekvivalentna doza ili dozni ekvivalent u Sv (sivert; Sv = J/kg), D - apsorbirana doza Gy (grej; Gy = J/kg), Q - faktor kvalitete je faktor kojim trebamo pomnožiti apsorbiranu dozu (D) kako bi saznali kolika je šteta nanesena ozračenim jedinkama bilo kojom vrstom ionizirajućeg zračenja. Q ovisi o linearnom prijenosu energije (LPE) pojedinih vrsta zraka, N - proizvod svih ostalih modifikacijskih čimbenika, za sada se uzima N = 1. Vrijednosti Q iznose:
- rendgensko zračenje, gama zračenje ili beta-čestice:	Q = 1
- alfa-čestice:	Q = 20
- neutroni nepoznate energije: Q = 10 (ako znamo energiju neutron, za više detalja vrijednosti Q treba pogledati u dokumentu 10 CFR 20.1004).

SI mjerna jedinica: 1 sivert (Sv) = 1 J/kg; 1 sivert predstavlja umnožak grej x Q
Mjerna jedinica izvan SI (starija):	1 rem je umnožak rad x Q, a sto puta je manja jedinica od Sv.
Pretvaranje:	1 Sv = 100 rem ili 1 rem = 0,01 Sv